# 我らが海

最も領土が拡大していた時期のローマ帝国版図（117年）

我らが海（われらがうみ、羅: Mare Nostrum）とは、古代ローマにおける地中海の呼称。1861年のイタリア統一後、イタリアをローマ帝国の後継者だと信じるイタリアのナショナリストによって盛んに用いられた。我らの海や我々の海とも訳される。

## 古代ローマ時代
ローマ人が地中海を表す用語として「我らが海」の名を用い始めたのは、カルタゴとのポエニ戦争中にシチリア、サルデーニャ、コルシカ島を征服してからである。紀元前30年にローマの支配はイベリア半島からエジプトにまで拡大し、「我らが海」の語は「全地中海」を指す文脈で用いられるようになった。他にも「内なる海」（Mare Internum）などの名前が用いられていたが、「地中海」（Mediterraneum Mare）の名は含まれていなかった（「地中海」という語が作られたのはローマ帝国の衰亡後の後期ラテン語の時期であった）。

## イタリアのナショナリズム
1880年代のアフリカ分割の時期に台頭したイタリアのナショナリズムは、イタリア植民地帝国の創設を熱望した。「我らが海」という用語はイタリア人の詩人ガブリエーレ・ダンヌンツィオによって初めて復古されたとされる。
たとえトリポリの港が砂漠であったとしても、たとえそれが一人の百姓や一つのイタリアの商店を支える事にならなくとも、「我らが海」が阻害されないためにそこを奪取する必要がある。—エミリオ・ルーピー、

## ファシズム
この語はアドルフ・ヒトラーが「生存圏」の語を用いたのと同様に、ベニート・ムッソリーニによってファシズムのプロパガンダとして用いられた。ムッソリーニはローマ帝国の威容を再現することを望み、第一次世界大戦後のイタリアは地中海沿岸諸国の中で最も力のある国だと考えていた。彼は「20世紀はイタリアンパワーの世紀となるだろう」と宣言し、地中海の制海権を得るために世界屈指の海軍を築き上げた。
イタリアが第二次世界大戦に参戦した際、同国は既に中央海盆の南北の沿岸部を支配する、地中海の主要国であった。フランスの没落は西方の主要な脅威が無くなったことを意味し、イタリアはアルバニアへの侵攻、後のギリシャ、エジプトへの侵攻で更に東への支配軸拡大を企図した。
ムッソリーニはイタリア帝国を彼の「我らが海」に建設することを夢みていた。また、枢軸国の勝利後に開催される平和会議で実現されるはずである、ファシストの計画（エジプトの地中海沿岸から、ソマリアとケニヤ東部のインド洋沿岸まで広がるイタリア植民地帝国の拡大）を予期してもいた。彼は地中海を「イタリア湖」とすると表現していた。しかし、この計画は会戦を通じて連合国陸海軍からの挑戦を受けることとなった。ギリシャはイタリアが占領を行うには力を持ちすぎており、実際にギリシャはドイツ軍がイタリアの侵攻を援助するために到着するまで独立を守り続けた。地中海の戦いの最中の枢軸による統治期でさえも彼の計画は実現することなく、1943年9月のイタリアの降伏を以て完全に消失することとなる。
もっとも、ムッソリーニにとって「我らが海」は単なるスローガンであったとする見解もある。イタリアの軍備の脆弱さや経済の疲弊を熟知していたムッソリーニは、イタリアが長期にわたる大規模戦争を戦うことは不可能であると判断しており、あくまで国民を鼓舞するために古代ローマの栄光を利用していた。実際、ムッソリーニはイタリア帝国がローマ帝国の版図を領有するなどという夢想に浸ったことは一度もなかったし、ヒトラーの『我が闘争』に代表される世界支配のマスタープランを掲げたこともなかったとされる。このため、ムッソリーニにとっての「我らが海」は、ヒトラーの主張する「生存圏」が現実の行動を左右する政治目標であったのとは質的に異なり、単なるスローガンでしかなかったと指摘されている。

## 現代
「我らが海」という用語は、2012年6月にカリャリ大学で行われた「地中海世界の法と文化協会（the Society for Mediterranean Law and Culture）」の発足会においてテーマとして選ばれた。こうした現代における用法は、広く地中海世界の文化を包摂する用語として用いられている。

## 典拠

### 引用文献
- ニコラス・ファレル 著、柴野均 訳『ムッソリーニ』 下、白水社、2011年6月。ISBN 9784560081426。
- アントニー・ビーヴァー 著、平賀秀明 訳『第二次世界大戦1939-1945』 上、白水社、2015年6月。ISBN 9784560084359。
- Lowe, C.J. (2002). Italian Foreign Policy 1870-1940. Routledge. ISBN 0-415-27372-2
- Tellegen-Couperus, Olga (1993). Short History of Roman Law. Routledge. ISBN 0-415-07251-4
- Talbert, R., M. E. Downs, M. Joann McDaniel, B. Z. Lund, T. Elliott, S. Gillies. “Places: 1043 (Internum Mare)”.   Pleiades. December 7, 2011 2:50 pm閲覧。